# Georg Lagerstedt
Georg Vilhelm Lagerstedt, född 23 september 1892 i Agunnaryd, Kronobergs län, död 24 november 1982 på Lidingö, var en svensk målare, tecknare och illustratör.

## Biografi
Georg Lagerstedt föddes i Småland och blev en kosmopolit med stora kunskaper i språk och historia. På 1910-talet studerade han på Slöjdföreningens skola och på Valands målarskola, där Gunnar Hallström, Anders Trulson och Axel Erdmann var lärare. Efter första världskrigets militärtjänst bedrev han konststudier i Köpenhamn. Därefter reste han söderut i sällskap med målarkamraterna Torsten Palm, Hugo Zuhr och Sixten Lundbohm och målade intensivt i Spanien och Marocko, och i Paris, där han studerade för André Lhote. Efter debuten i Stockholm 1921 hade han tio separatutställningar och deltog i ytterligare ett sjuttiotal utställningar i Sverige och utomlands.[källa behövs]
Georg Lagerstedt var en av Sveriges mest anlitade tecknare och den första i Sverige som gjort tidningsreportage som kunde reproduceras direkt.[källa behövs] Han var också en skicklig målare, framförallt uppskattad för sina verk med idrottare. Han tecknade musiker, dansare och skådespelare, och han illustrerade böcker av författare – även sådana som själva var konstnärer, som Carl Milles, Evert Taube och Björn von Rosen – och verk av de flesta av tidens Nobelpristagare i litteratur.
Georg Lagerstedt skildrade Småland, Frankrike, Spanien och Marocko på 1920-talet. Han skildrade en värld i förvandling under 1930- och 1940-talet i Europa och Sverige. Han finns representerad vid bland annat Nationalmuseum, Scenkonstmuseet  och Teckningsmuseet i Laholm.
Georg Lagerstedt är begravd på Östra kyrkogården i Lund.

## Priser och utmärkelser
- 1975 – Knut V. Pettersson-stipendiet
- 1956 – Boklotteriets stipendiat

## Verk illustrerade av Georg Lagerstedt  (urval)
- Dag Hammarskjöld (1962) Från Sarek till Haväng